# Furtum
Furtum foi um delito do direito romano comparável à violação moderna de roubo, sendo que era uma violação civil, não criminal. No direito clássico - e depois no direito moderno -, denotou o contrectatio (manuseamento) de diversos tipos de propriedade com uma intenção em particular: fraude ou intenção de obter benefício no direito moderno. Não está claro se a intenção de obter benefício foi adicionada posteriormente e, caso tenha sido, quando foi adicionada; Justiniano escreveu sobre o tema esclarecendo algumas questões. O delito acontece quando alguém pega algo sem o consentimento do proprietário. Não eram protegidos pela lei: terras, objetos sem dono, objetos religiosos. O proprietário poderia cometer o furtum ao pegar sua propriedade de volta de algumas formas, assim como alguém que pega algo emprestado o comete por mal uso do objeto.
Havia uma distinção de "roubo manifesto" e "roubo não manifesto" baseado em o quão próximo da cena do crime o ladrão foi pego, apesar de haver um debate entre os juristas no que se refere aonde fica esta linha que separa os dois tipos de crime. Pela Lei das Doze Tábuas, o criminoso poderia ser punido com espancamento ou até mesmo a pena de morte no caso do roubo manifesto. Mais tarde a pena passou a ser pagamento de danos no valor de quatro vezes o valor do objeto. A pena pelo não manifesto era de duas vezes o valor. Havia também penas ao ocupante da propriedade onde o objeto foi encontrado, caso ele não levasse o objeto até o julgamento ou recusasse a procura. Vindicatio ou condictio poderia ser empreendido pelo proprietário do objeto, em adição ao furtum.

## Contrectatio
Contrectatio significava "manuseamento" e foi estabelecida como uma ação proibida associada com o furtum antes do final da República. Furtum era considerado o ato de pegar um objeto de alguém, do início até meados da República. Esse conceito foi ampliado e há vários exemplos da Roma Antiga e após o fim dela em que poderia nem ter havido contato físico de qualquer tipo. A expansão do conceito de contrectatio permitiu que o objeto e o proprietário, e "interferência física" pudesse ser considerado mais do que apenas tocar. O conceito de furtum e contrectatio em particular, foram expandidos durante a república para complementar o conceito de Lei Aquília, no qual o proprietário recebia uma compensação pelo dano feito de forma proposital em sua propriedade. Isso incluía usar algo emprestado além dos termos tratados previamente (furtum usus). Por exemplo, andar a cavalo por mais tempo do que havia sido combinado. Durante a República, não havia distinção na língua entre furtum usus e furtum em geral. Contrectatio incluía o que pode ser considerado fraude: conscientemente receber um pagamento indevido, ou desfalque, por exemplo. O caso do pagamento indevido é complicado porque mesmo um pagamento deste tipo transfere a propriedade sobre o objeto; é contraditório que aquele que recebe o pagamento seja dada a propriedade sobre o objeto e ainda seja acusada de roubo. Aceitar algo como garantia sabendo que aquele que estava dando esse objeto não era dono dele também era considerado furtum, não só considerado cúmplice. O desenvolvimento do contrectatio enquanto ato proibido preferido, acompanhado do direito penal, o actio doli (para fraude) e da Lei Aquília.
Um cúmplice poderia ser processado se fosse comprovado que ele ajudou no ope consilio - um relatório de método da execução do crime, ao invés de apenas encorajar o criminoso a cometer o furtum. Labeo, jurista romano, foi o primeiro a exigir que fosse considerado ajuda ou conselho. Anteriormente tanto a ajuda quanto o conselho eram exigidos para se configurar alguém como cúmplice. Um cúmplice era tratado como se ele mesmo tivesse cometido do crime. Somente uma pessoa precisava ter manuseado o objeto para que todos fossem culpados. Juristas da República eram mais duros com os cúmplices que os juristas do Império, que os sucederam. Ulpiano considera o cúmplice involuntário, que acidentalmente derruba das mãos da vítima moedas, e então, estas são roubadas como cúmplice do roubo. Alguns consideram que os veteres ("anciões") podem nem mesmo precisar de uma terceira pessoa para remover as moedas, desde que o dono havia as perdido.

## Intenção requerida
A intenção requerida (algumas vezes descrita como animus furandi) era uma fraude (fraudulosa). O ato deveria ser contra a vontade do proprietário. Aquele que estava prestes a roubar também deveria saber que não tinha o consentimento do proprietário. Isso é confirmado em Gaio no caso do escravo que avisa ao seu dono do fato que ele havia sido subornado para roubar de seu dono. O dono agora consente que o ladrão se aproprie para que ele seja pego no ato, dessa forma evitando que o crime seja cometido. Justiniano, por outro lado, reverte essa distinção por motivos politícos, criando uma anomalia. O ato deveria ser feito intencionalmente, não apenas negligentemente.
Intenção de obter ganho era necessário no tempo de Justiniano. Esse era o caso durante a Roma antiga também: um exemplo de Gaio citado no compendium de Justiniano I indica isso; Sabino é citado por Gellius por incluir tal condição. Essa lei complementa a já existente Damnum iniuria datum, que trata sobre danos à propriedade. Um exemplo disso é um homem, agindo desonestamente, chama um dono de mulas para solicitar algo, o que causa as mulas se perderem. Apesar disso ser classificado como roubo, não há intenção clara de obter ganho. Se as mulas foram roubadas, o autor poderia ser considerado um cúmplice. O 'Damnum iniuria datum é uma ação mais apropriada ao caso do que o furtum, apesar de que a natureza da pena do furtum resultava pagamentos maiores.
Infantes (crianças) e furiosi ("lunáticos") eram considerados incapazes de formular a intenção necessária para serem penalizados pelo furtum.

## Direitos protegidos
Objetos que não tinham como ser removidos do lugar também poderiam ser roubados, portanto não estavam excluídos objetos que por sua natureza eram impedidos de serem mudados de lugar. Gaio que alguns veteres ("anciões") acreditavam que a terra poderia ser roubada. Essa também era a visão de Sabino, mas ela foi rejeitada por outros juristas da antiguidade. Apesar disso, algo separado da terra poderia ser roubado. Usucapio era importante para considerar a posse da terra, portanto a exclusão pode ter sido revista para que o dono da terra fosse beneficiado. Res sanctae e religiosia eram protegidas por delitos diferentes; e ninguém poderia roubar uma res nullius. Era possível cometer furtum de algo que pertence a si mesmo, ao pegar de volta algo penhorado ou recuperar secretamente algo de um dono de boa-fé. Pessoas livres também poderiam ser roubadas, como crianças e esposas sob in manu, indicati ou auctorati. Isso é provavelmente uma permanência de um tempo em que o dominium (direito à propriedade), manus e potestas eram parte da mesma lei e não eram formalmente separados. Res hereditariae não poderia ser roubada, talvez por falta de queixas desse tipo específico de objeto.
A regra geral era que qualquer um com interesse na segurança do objeto roubado poderia processar. Isso poderia acontecer se o proprietário não tivesse interesse suficiente para abrir um processo. Se a pessoa tivesse um direito sobre o objeto tal como o penhorista, o usufrutuário, dono de boa fé, tanto ele quanto o proprietário poderiam abrir processo. Um credor sem seguro não tinha esse direito. Aqueles obrigados a retornar o objeto e outras formas de "interesse negativo", tinham uma ação disponível às custas do proprietário. Isso só era possível se a pessoa era solvente. Ao invés disso, caso a pessoa fosse insolvente, o proprietário teria uma ação. O queixoso com um interesse negativo estava impedido do direito a uma ação se tivesse acontecido por seu dolo ou por desonestidade. Alguém que recebe depósitos não poderia ser processado por um depositante e, portanto, não tinha ações disponíveis para furtum. Um vendedor que acordou o preço por uma mercadoria, mas não a entregou ao comprador, ainda possuía a propriedade sobre o objeto. Portanto, se o objeto fosse roubado, ele teria direito a uma ação, por ter uma obrigação com o comprador.

## Processos cabíveis
Havia uma grande quantidade de processos cabíveis ao reclamante. No caso do roubo típico, o dano a ser recebido era igual a um múltiplo do valor do objeto roubado, a partir do actio furti. O valor do objeto poderia ter seu valor aumentado durante o processo, se comprovado esse aumento, ele estaria a cargo do réu. Um processo bem sucedido por roubo causava infamia ao ladrão. Alguns tipos de roubo eram erros criminais no final da República. Ulpiano relata que procedimentos criminais eram mais comuns e Juliano diz que uma execução bem sucedida evitava uma ação civil sob furtum. O furtum não era compensatório, mas sim penal.
No tempo da Lei das Doze Tábuas, um roubo "manifesto" e um roubo "não-manifesto" eram tratados de forma diferente. O manifesto era aquele que era pego em flagrante. Sendo encontrado com o objeto roubado após o fato era o roubo não-manifesto, a não ser que ele fosse encontrado durante algum tipo de ritual (furtum lance licioque conceptum), o qual o procurador iria aparecer com uma bandeja de prata e usando poucas roupas. Gaio era um dos grandes críticos desse ritual, à época obsoleto. A bandeja serviria para remover os objetos e usar poucas roupas serviria pra evitar que o procurador trouxesse um objeto guardado com ele, ao invés do objeto procurado. Gaio falou que a pena para o roubo manifesto aos homens livres era de espancamento e escravização. Escravos que fossem passíveis de furtum manifesto eram condenados com a pena de morte que era cumprida ao serem jogados da Rocha Tarpeia. O roubo manifesto não era julgado por um jurado completo, mas apenas com um magistrado. A pena máxima deveria funcionar como uma detenção. A vítima poderia matar o ladrão no ato em duas situações: à noite, com o ladrão armado e tendo sido advertido verbalmente. A advertência verbal tinha a intenção de tornar o ato de matar mais público e prevenir que fosse cometido um assassinato. Essa lei era aceita por Gaio, mas questionada por Ulpiano. A pena por roubo não-manifesto era sempre o dobro do valor.
Na Antiguidade, punição física foi abandonada para o roubo manifesto e Gaio relata danos de quatro vezes, introduzido por um pretor. Isso significava que uma ação de um pretor era mais séria do que uma ação civil, algo incomum.Gaio diz que a maior parte dos juristas consideram que o roubo manifesto era ser pego no lugar do roubo com o objeto roubado apenas. Juliano, Ulpiano e Justiniano incluíam o ladrão ainda carregando o objeto roubado para o lugar que ele pretendia escondê-lo. Podia haver um tempo limite para esse tipo de roubo manifesto, mas esse tempo não é preciso. As regras gerais para o furtum foram quase todas escritas durante a Roma Antiga e poucas mudanças foram feitas após esse período.
Há ainda mais quatro tipos de ações possíveis para vítima em relação ao roubo: a ação furti e três ações complementares. A actio furti concepti era contra o ocupante do prédio onde o objeto foi achado, mesmo se ele não tivesse conhecimento disso, o valor era de três vezes o valor do objeto. A actio furti prohibiti poderia ser feita contra qualquer um que negar uma procura com testemunha, no valor de quatro vezes. A actio furti non exhibit poderia ser pedida caso o réu não levasse o objeto roubado à corte, mas a pena não é clara. Havia uma ação posterior que era disponível ao réu, a actio furti concepti que foi considerado legalmente responsável: ele pode processar a pessoa que deu o objeto a ele, para estender sua responsabilidade. A vítima podia processar tanto o ladrão quanto aquele que foi encontrado na posse do objeto, se ele conseguisse apontar o ladrão, o que poderia ser difícil sem a presença do objeto. Essa ação era ao mesmo tempo penal e uma tentativa de dar ao queixoso ações suficientes para compensar sua perda, já que geralmente o roubo não era solucionado
No tempo de Justiniano, o esquema era mais simples: ao invés de haverem ações complementares para roubo manifesto e não-manifesto, estar em posse de objetos roubados ou esconder o objeto para que fosse configurado o roubo não-manifesto, a pena de duas vezes o valor do objeto foi mantida. Pesquisas foram feitas pelas autoridades públicas e a definição de roubo cobria alguém que recebia objeto de má-fé.
Havia ações para recuperar objetos roubados além das das ações penais. Uma ação para furtum permitia que ao proprietário ou seus herdeiros uma reivindicação de vindicatio (e ação in rem) que resultaria no objeto sendo devolvido como se o seu valor não pudesse ser pago, no lugar. Isso permitia também uma reivindicação para o valor do objeto sob condictio furtiva contra o ladrão in personam, apesar de que só um pudesse ganhar a ação. Permitir uma condictio não era comum: era uma ação geralmente de um não-proprietário, provavelmente mantida até o momento em que a condictio foi restringida. Também é possível que foi permitido porque isso garantia ao reclamante tivesse um vantagem sobre isso, apesar dele não necessariamente saber de quem é a propriedade do objeto. Gaio sugere que foi mantido "sem ódio para ladrões". Uma interdição de posse era outra opção em ambos os casos.